# MBN 토일 드라마
MBN 토일 드라마는 MBN에서 매주 토요일부터 일요일 오후 9시 50분에 방송 중인 드라마 프로그램이다.

## 개요
미니 시리즈 드라마 형식으로 방송 중이다.

## 방송 시간
| 방송 채널 | 방송 기간                          | 방송 시간                          | 방송 분량 |
| --------- | ---------------------------------- | ---------------------------------- | --------- |
| MBN       | 2011년 12월 3일 ~ 2012년 5월 6일   | 매주 토요일 ~ 일요일 오후 11시     |           |
| MBN       | 2014년 10월 11일 ~ 2015년 1월 3일  | 매주 토요일 ~ 일요일 오후 6시 20분 |           |
| MBN       | 2021년 5월 1일 ~ 2021년 7월 4일    | 매주 토요일 ~ 일요일 오후 9시 40분 |           |
| MBN       | 2023년 10월 28일 ~ 2024년 6월 16일 | 매주 토요일 ~ 일요일 오후 9시 50분 |           |

## 프로그램 리스트
- 아래 프로그램은 2002년 11월 이후 시청 가능 연령을 표시하는 드라마 프로그램 등급 제도를 의무적으로 시행하여 현재까지 이어지고 있습니다.
- 2017년 3월 1일부터 TV 프로그램 등급 표시 외에 주제, 폭력성, 선정성, 언어, 모방 위험 등 분류 사유 표시를 의무적으로 시행하고 있습니다.

### 2010년대

#### 2011년
- 《왓츠업》 : 2011년 12월 3일 ~ 2012년 2월 5일

#### 2012년
- 《사랑도 돈이 되나요》 : 2012년 3월 3일 ~ 2012년 5월 6일

#### 2014년
- 《천국의 눈물》 : 2014년 10월 11일 ~ 2015년 1월 3일

### 2020년대

#### 2021년
- 《보쌈 - 운명을 훔치다》 : 2021년 5월 1일 ~ 2021년 7월 4일

#### 2023년
- 《완벽한 결혼의 정석》 : 2023년 10월 28일 ~ 2023년 12월 3일

#### 2024년
- 《세자가 사라졌다》 : 2024년 4월 13일 ~ 2024년 6월 16일

## 경쟁 프로그램
- KBS 2TV 토일 드라마
- MBC 토일 드라마
- TV조선 토일 드라마
- JTBC 토일 드라마
- 채널A 토일 드라마
- tvN 토일 드라마
- ENA 토일 드라마